# Ulaqtchi
Ulaqtchi, ou Ulaghchi, Ulakchi, petit-fils de Batu, lui-même petit-fils de Gengis Khan, est le troisième khan de la Horde d'or de 1256 à sa mort prématurée en 1257.

## Biographie
Ulaqtchi est le fils de Sartaq, deuxième khan de la Horde, dont la capitale est Saraï sur la basse Volga.
Peu après la mort de Batu en 1255, Sartaq, son fils et successeur désigné, meurt brusquement et c’est Ulaqtchi, âgé d'une dizaine d'années, qui est désigné comme khan sous la régence de Boraktchik, veuve de Batu.
Son « règne » sera de courte durée : Ulaqtch meurt quelques mois après et le pouvoir revient au frère de Batu, Berké.